# Marieberg (Kramfors)
Marieberg is een plaats in de gemeente Kramfors in het landschap Ångermanland en de provincie Västernorrlands län in Zweden. In 2000 had de plaats 52 inwoners en een oppervlakte van 25 hectare. In 2005 was het inwoneraantal onder de 50 gezakt wat ervoor zorgde dat de plaats niet meer als småort werd geregistreerd door het Zweedse Bureau voor Statistiek. De plaats ligt aan de rivier de Ångermanälven.